# 561490 Tonyforward
561490 Tonyforward este o planetă minoră (asteroid) din centura de asteroizi. A fost descoperită pe 26 septembrie 2011 la  de Norman Falla⁠(d). 
Obiectul prezintă o orbită caracterizată de o semiaxă mare de 2,5746930455849 UAi, o excentricitate de 0,19484121853361, o înclinație de 10,4081503425 ° în raport cu ecliptica.